# Нафта чиста
Нафта чиста (рос. нефть чистая; англ. clean oil, pure oil, pipeline oil; нім. reines Erdöl n) – нафта, що містить не більше 1% домішок і води; надходить у трубопровід після відстоювання і спускання води та шламу.